# Jules Accorsi
Pour les articles homonymes, voir Accorsi.
Jules Accorsi, né le 27 juin 1937 à Ajaccio, est un footballeur et entraîneur français.

## Biographie

### Carrière d'entraîneur
Il a passé sa carrière d'entraîneur dans de nombreux endroits du globe, tout d'abord dans sa Corse natale, puis dans plusieurs équipes marocaines (Renaissance de Settat (D2), Difaâ d'El Jadida (D1)), en Tunisie (OCK Sfax), au Viêt Nam (Công An Thành Phô Hô Chí Minh et Hà Nôi ACB), à Oman (Al Orubah Sur), en Algérie (JSM Béjaïa), ainsi qu'au Bénin (Union Sportive de Sèmè Kraké).
Il a également été sélectionneur de la fédération saïgonnaise de football, et manager général du SEC Bastia de 1979 à 1983, ainsi que du RCFC Besançon entre 1983 et 1986.
Il a entraîné le club malgache de l'USCAF de 2005 à 2007.
Il est nommé en 2010 sélectionneur de l'Équipe de République centrafricaine de football. Équipe nationale qui revoit le jour en septembre et tient en échec le Maroc à Rabat avant de battre l'Algérie à Bangui lors des matchs aller et est toujours en course pour une qualification historique. Le Maroc empoche la qualification. Le 22 mai 2012, il démissionne de son poste, la fédération ne l'ayant plus payé depuis huit mois.

## Palmarès

### Entraîneur
CATP Hô Chí Minh
- Coupe du Viêt Nam (1) :
  - Vainqueur en 1998

 Al Orubah Sur
- Championnat d'Oman (1) :
  - Vainqueur en 2002

 USCAF
- Championnat de Madagascar (1) :
  - Vainqueur en 2006
- Coupe de Madagascar (1) :
  - Vainqueur en 2006